# Kalusha Bwalya
Kalusha Bwalya (oftmals auch nur Kalusha oder Kalu; * 16. August 1963 in Mufulira, Nordrhodesien) ist ein ehemaliger sambischer Fußballspieler auf der Position eines Stürmers und Flügelspielers. Nachdem er am Ende seiner aktiven Fußballerkarriere als Fußballtrainer tätig war, ist er seit 2008 Präsident der Football Association of Zambia, dem sambischen Fußballverband.

## Werdegang
Der Linksfuß Bwalya gilt als der beste Spieler seines Heimatlandes sowie als Pionier des sambischen Fußballes und des afrikanischen Fußballes im Europa der 80er-Jahre.
Bwalya war Mitglied der sambischen Nationalmannschaft, die an den Olympischen Spielen 1988 teilnahm. In 88 A-Länderspielen schoss er 32 Tore. Er debütierte gegen Uganda im Jahr 1983 und erschien in mehreren Turnieren, darunter sechs Ausgaben des afrikanischen Nationen-Pokals. 1988 wurde er zu Afrikas Fußballer des Jahres gewählt.
Kalusha Bwalya, der Mann mit der Nummer 11, führte als Kapitän die Mannschaft zur Vizemeisterschaft beim CAF Afrikanischen Nationen-Pokal 1994 in Tunesien. Die Nationalmannschaft beendete die nächste Ausgabe des Afrika-Cup in Südafrika im Jahr 1996 auf dem dritten Platz, wobei Kalusha den Goldenen Schuh als Torschützenkönig des Turniers erhielt.
Für die Qualifikation zur WM 2006 wurde er Spielertrainer. Am 5. September 2004 beim Spiel Sambia gegen Liberia kam Kalusha im Alter von 41 Jahren in der zweiten Hälfte von der Bank und schoss das Siegtor. Allerdings beendete Sambia die Quali auf dem dritten Platz und qualifizierte sich nicht für die WM 2006.
Trotz des Scheiterns coachte Bwalya Sambia bei der Fußball-Afrikameisterschaft 2006. Nach ihrem Ausscheiden in der ersten Runde trat er von dem Posten zurück. Er beteiligte sich jedoch weiterhin aktiv im internationalen Fußball  und war zur Fußball-WM 2006 Mitglied der FIFA-Technischen Studien-Gruppe. Er war auch einer der Botschafter der WM 2010, die in Südafrika stattfand. Bwalya ist nun Präsident der Football Association of Zambia.

## Erfolge

### Mufulira Wanderers
- 1× sambischer-Challenge-Cup-Sieger: 1984
- 1× Chibuku-Cup-Sieger: 1985
- 1× Champion-of-Champions-Cup-Sieger: 1985

### Cercle Brügge
- 2× teaminterner Torschützenkönig: 1986/87, 1987/88
- 2× Wahl zum „Spieler des Jahres“ (Pop Poll d'Echte): 1986/87, 1987/88
- 1× belgischer-Pokal-Finalist: 1985/86

### PSV Eindhoven
- 2× Meister der Eredivisie: 1990/91, 1991/92
- 2× Vizemeister der Eredivisie: 1989/90, 1992/93
- 1× KNVB-Pokal-Sieger: 1989/90
- 1× Johan-Cruyff-Schaal: 1991/92
- 1× Johan-Cruyff-Schaal-Finalist: 1990/91

### Club América
- 1× Copa Pachuca: 1997

### al-Wahda
- 1× Al-Etihad-„Union“-Cup-Sieger: 1998

### Nationalmannschaft
- 1× Fußball-Afrikameisterschaft-Finalist: 1994
- 2× Fußball-Afrikameisterschaft-Dritter: 1990, 1996
- 2× COSAFA-Senior-Challenge-Sieger: 1997, 1998
- 1× COSAFA Senior Challenge-Finalist: 2004
- 2× CECAFA-Cup-Sieger: 1984, 1991
- 1× CECAFA-Cup-Finalist: 1988

### Individuell
- 1× Afrikas Fußballer des Jahres: 1988